# یواس‌ان‌اس واترز (تی-ای‌جی‌اس-۴۵)
یواس‌ان‌اس واترز (تی-ای‌جی‌اس-۴۵) (به انگلیسی: USNS Waters (T-AGS-45)) یک کشتی است که طول آن ۴۵۷ فوت (۱۳۹ متر) می‌باشد. این کشتی در سال ۱۹۹۲ ساخته شد.